# Hehet
| D60 | N35A | A1 |

| D60 | N35A | A1 |

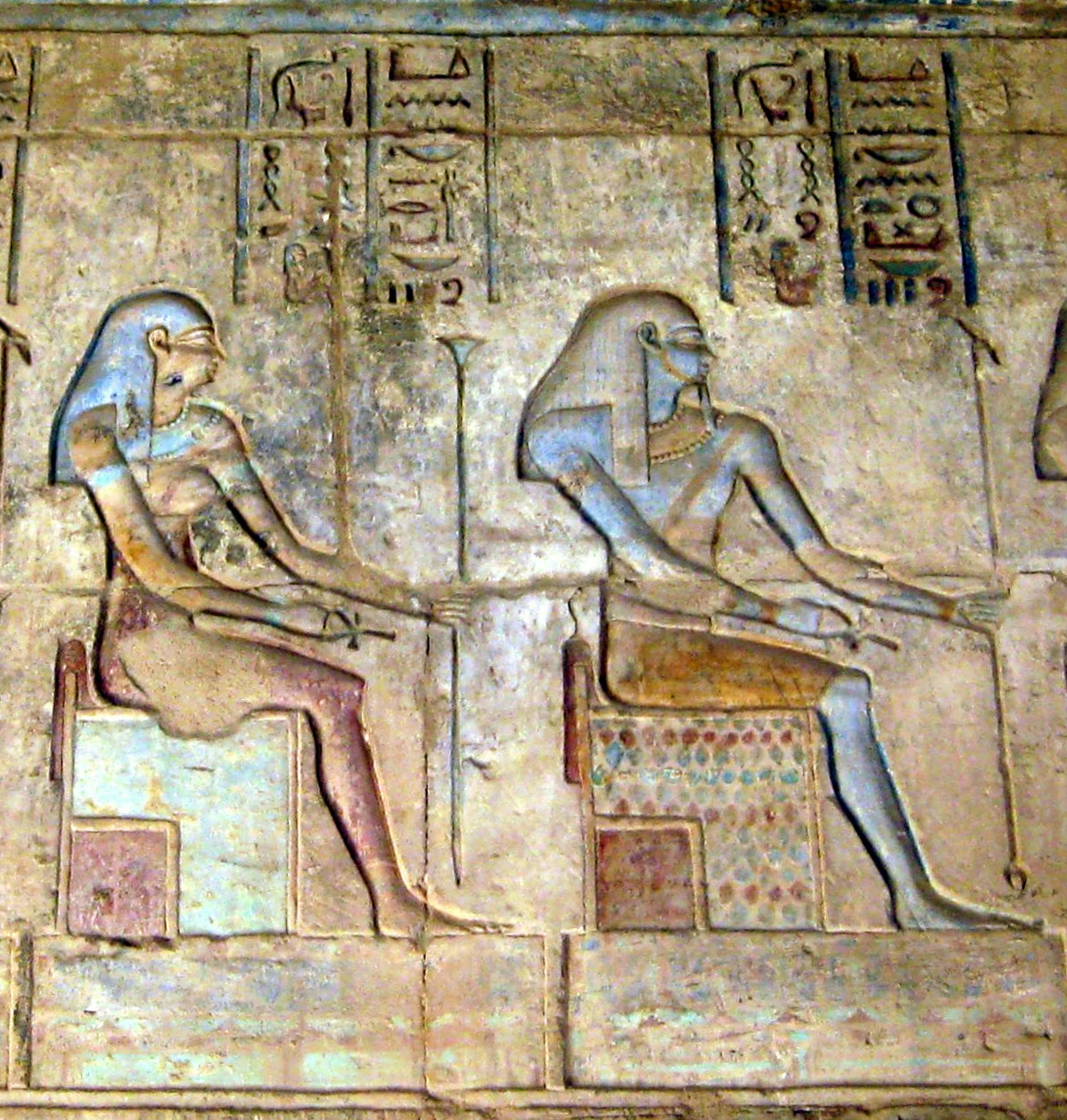
Hehet y Heh. Deir el-Medina (El lugar de la Verdad).

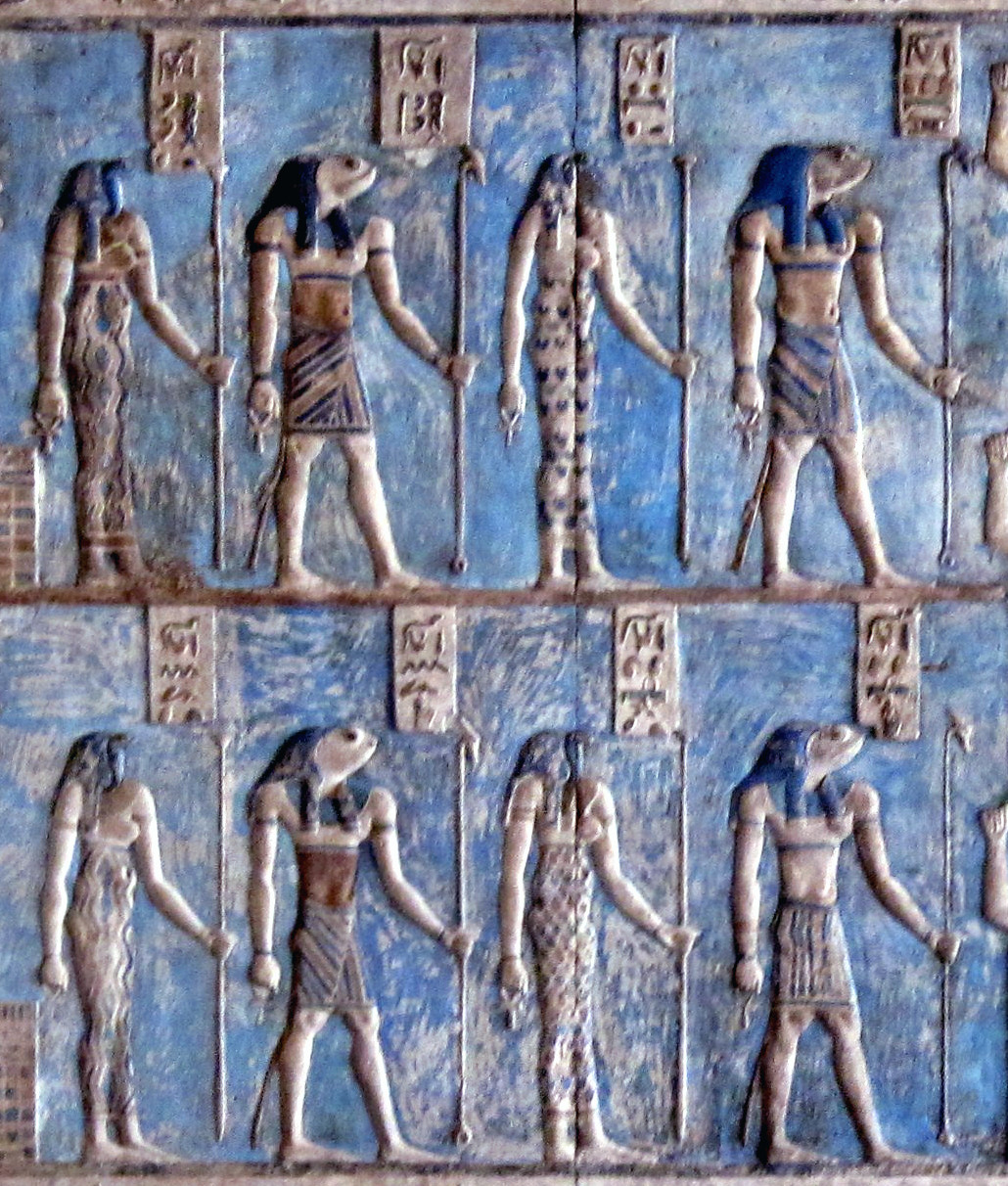
Hehet y Heh, arriba a la izquierda, representados dentro de la Ogdóada. Techo del templo de Dendera.

Hehet, a veces también Hauhet, en la mitología egipcia, es una diosa y entidad femenina que representa el espacio infinito, la eternidad repartida por los cuatro puntos cardinales o "lo ilimitado" (simbolizada por el agua que se estanca y busca su camino).
Hehet, junto con su esposo Heh son una de las cuatro parejas que pertenecen a la Ogdóada de Hermópolis. Mientras que su esposo ya es mencionado en los Textos de los Ataúdes del Reino Medio, Hehet sólo puede remontarse al Imperio Nuevo.
Aparece desde la dinastía XVIII en el Libro del Amduat como diosa de la duodécima hora de la noche y en la dinastía XIX en el Libro de la Noche. Desde el periodo tardío, Heh y Hehet forman parte integrante de la Ogdóada. Los dos aparecen representadas con forma puramente humana en el Imperio Nuevo, mientras que Heh aparece con forma humana y cabeza de rana y Hehet con forma humana y cabeza de serpiente en el periodo tardío.